# Tadeusz Drzazga
Tadeusz Drzazga (Wałcz, 7 de agosto de 1975) es un deportista polaco que compitió en halterofilia. Ganó una medalla de plata en el Campeonato Mundial de Halterofilia de 1997 y una medalla de bronce en el Campeonato Europeo de Halterofilia de 2003.

## Palmarés internacional
| Campeonato Mundial | Campeonato Mundial     | Campeonato Mundial | Campeonato Mundial |
| Año                | Lugar                  | Medalla            | Categoría          |
| ------------------ | ---------------------- | ------------------ | ------------------ |
| 1997               | Chiang Mai (Tailandia) | Medalla de plata   | 91 kg              |
| Campeonato Europeo |                        |                    |                    |
| Año                | Lugar                  | Medalla            | Categoría          |
| 2003               | Lutraki (Grecia)       | Medalla de bronce  | 94 kg              |